# Кларенс Вінсон
Кларенс Вінсон (англ. Clarence Vinson; нар. 10 липня 1978, Вашингтон) — американський професійний боксер, призер Олімпійських ігор.

## Аматорська кар'єра

### Виступ на Олімпіаді
- У першому раунді переміг Рашида Буаїта (Франція) — 9-2
- У другому раунді переміг Таалайбека Кадиралієва (Киргизстан) — 12-7
- У чвертьфіналі переміг Георге Олтяну (Румунія) — 26-19
- У півфіналі програв Гільєрмо Рігондо (Куба) — 6-18

## Професіональна кар'єра
За період 2001 — 2009 роки Вінсон провів 19 боїв проти опозиції невисокого рівня.